# Penelopognathus
Penelopognathus var ett släkte av dinosaurier från äldre krita.
Typarten, Penelopognathus weishampeli, beskrevs av Godefroit, Li och Shang år 2005, baserat på fossil efter käkar. Den var en iguanodont och anfader till hadrosauriderna, och den levde i det som idag är Mongoliet.